# Krimtatarernas deportation

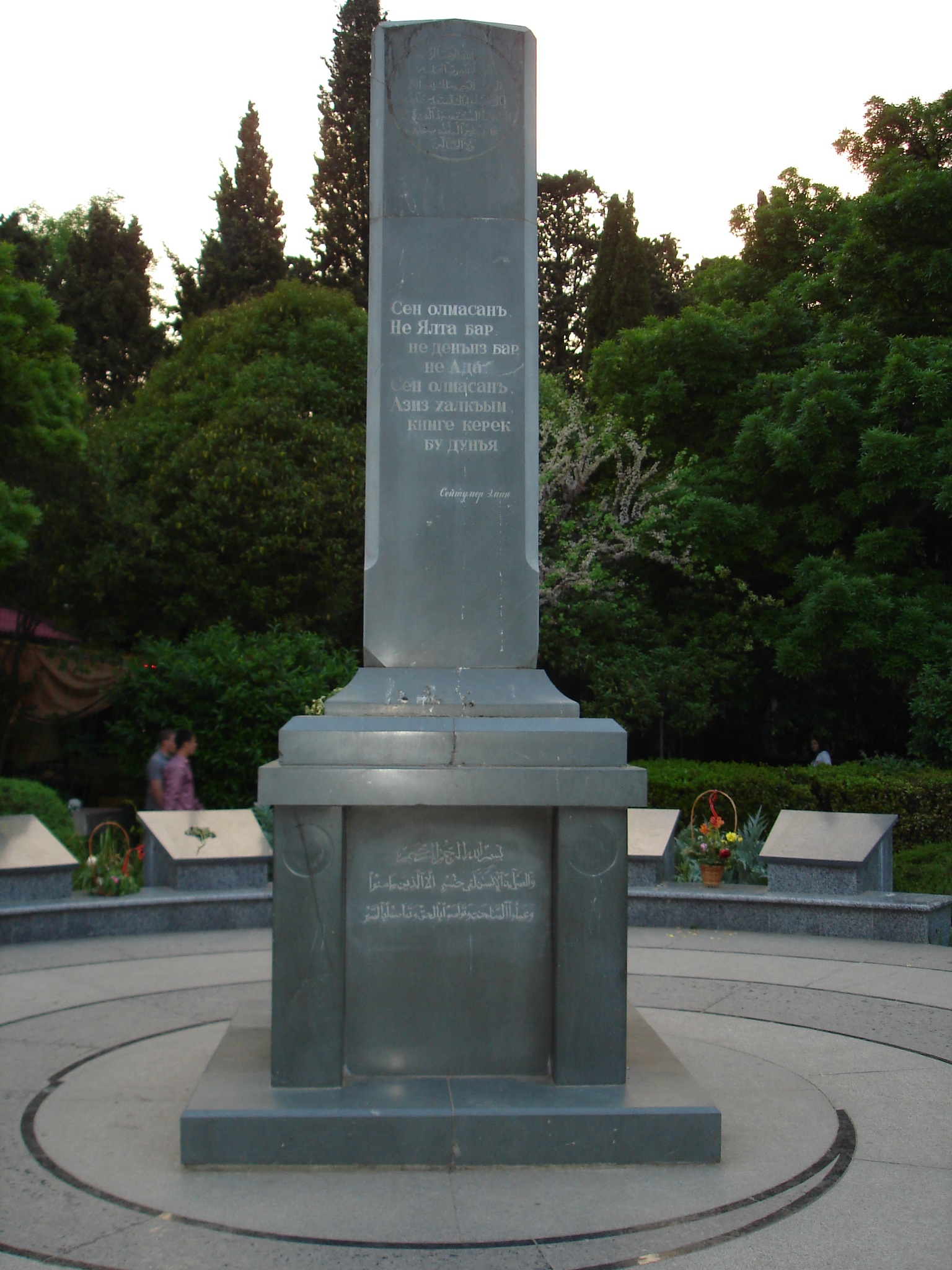
En minnessten för deportationens offer i Jalta.

Krimtatarernas deportation (krimtatariska: Qırımtatar halqınıñ sürgünligi) var en etnisk rensning mot krimtatarer som ägde rum på halvön Krim mellan den 18 och den 20 maj 1944. Krimtatarerna var en etnisk minoritet i Sovjetunionen som drabbades av deportationer under Stalin.

## Bakgrund
Största delen av krimtatarerna har varit muslimer sedan 1300-talet och Krimkhanatet grundades på 1440-talet. Relationer med Moskva har varit dåliga sedan början av kontakter mellan dem två, och då Ryssland äntligen lyckade att ta över halvön, flydde många krimtatarer till Osmanska riket: mellan år 1784-1790 lämnade mer än 300 000 krimtatarer sitt hemland. Den andra märkbara massflykten ägde rum under Krimkriget (1853–1856) då 15-20 % av Krims befolkning flydde till Osmanska riket. Dit flydde även många muslimer från Kaukasus. Tillsammans fanns det cirka 500 000 - 900 000 flyktingar, varav en tredjedel var krimtatarer. Ryska imperiet utnyttjade situationen och påbörjade regionens förryskning.
Under Sovjetunionens kollektivisering avled cirka 100 000 människor på Krim för att landets sovjetiska ledningen ville skicka spannmål till "viktigare regioner". Enligt vissa uppskattningar var tre av fyra av dem som avled på grund av svälten krimtatarer.
Sovjetunionens kommissariat för försvar godkände den 11 maj 1944 en hemlig resolution som behandlade krimtatarerna och deras påstådda samarbete med Nazityskland. NKVD:s chef Lavrentij Berija hade tidigare skickat ett brev till Stalin där han beskyllde krimtatarer för landsförräderi och ovillighet att bo i Sovjetunionen.

## Deportationens genomförande
NKVD började deporteringar den 18 maj 1944 kl. 3:00. Hemliga polisen bröt sig in i krimtatarernas hus och ledde dem till framkörda tåg. Deportationer gällde också sådana som tjänstgjorde, eller hade tjänstgjort, i Röda armén. Den 22 maj fick Berija en rapport som påstod att krimtatarerna deltog i massdeserteringar på fronten fast de faktiskt tjänstgjorde i armén och stred mot nazisterna.
Största delen av de som deporterades, cirka 151 000 krimtatarer, skickades till Uzbekistan. Resten skickades till andra delar av Sovjetunionen t.ex. Kazakstan och Tadzjikistan. De första krimtatarerna kom fram den 29 maj och majoriteten var framme senast den 8 juni.
Efter att krimtatarerna hade skickats bort fortsatte Stalin halvöns förryskning. Studerande av krimtatariska blev förbjudet, krimtatariska böcker brändes och moskéer förstördes. 51 000 nybyggare, varav största delen var etniska ryssar, flyttade till Krim i juli 1944 och de fick överta krimtatarernas tomma hus. Det fanns inga bevis på krimtatarernas massdeserteringar och största delen av krimtatarerna som samarbetade med nazisterna dömdes individuellt. Berija rapporterade till Stalin den 4 juli att krimtatarernas "ombosättning" var en succé.
Efter andra världskriget fick de krimtatarer som hade tjänstgjort i armén inte återvända hemma oavsett om de var meriterade eller inte. Detta hände också till Amet-Chan Sultan fast han hade beviljats utmärkelsen Sovjetunionens hjälte två gånger.

### Omständigheter under deportationen
På vägen till destinationen avled tusentals människor på grund av bristen på luft, mat och vatten men också sjukdomar, speciellt tyfus. I Uzbekistan tvingades krimtatarerna att arbeta på bomullsplantager, vägbyggen, gruvor och fabriker.
Omständigheterna i koncentrationsläger var dåliga. Arbetstiden är 11-12 timmar per dag. Trotts långa dagar fick krimtatarerna endast högst 400 g bröd per dag.

### Rehabilitering
Nikita Chrusjtjov fördömde Stalins politik, inkluderande etniska deportationer, men gav inte lov för krimtatarerna att återvända hem. Vid sidan av krimtatarerna volgatyskar och meschetiska turkar rehabiliterades inte. Krimtatarerna stannade i Centralasien tills 1980-talet då Michail Gorbatjov tillät dem att återvända. Före år 1991 hade 150 000 krimtatarer återvänt hem till Krim.

## Antal offer
Deportationen drabbades av 180 000 - 238 000 krimtatarer.
Andel av dem som avled anges till 46 %. Under Brezjnevs tid ställde staten fortfarande sig hatiskt till krimtatarer och de som talade om höga antal offer beskylldes för ärekränkning mot Sovjetunionen. Senare hittade KGB på sina egna siffror som påstådde att bara 22 % av krimtatarerna hade avlidit på grund av deportationen.

## Eftermäle och frågan om folkmord
Största delen av krimtatarerna var emot Rysslands ockupation av Krim år 2014 vilket återigen ledde till en allvarlig försämring av krimtatarernas situation. Deras parlament, Krimtatarernas medjlis, förbjöds 2016 som extremorganisation år 2016 och tvingades flytta till Kiev. Efter Krims ockupation flydde cirka 10 % av krimtatarerna till Cherson oblast som i sin tur blev ockuperat av Ryssland efter dess invasion av Ukraina år 2022.
Deportationen har förklarats som folkmord av följande länder:
| Land     | Datum            | Källa  |
| -------- | ---------------- | ------ |
| Ukraina  | 12 november 2015 | [ 20 ] |
| Lettland | 24 april 2019    | [ 21 ] |
| Litauen  | 6 juni 2019      | [ 22 ] |
| Kanada   | 10 juni 2019     | [ 23 ] |

Den 18 maj, dagen då deportationen började år 1944, är idag en minnesdag för krimtatarer. Denna tradition påbörjades då Ukrainas parlament år 2015 förklarade deportationen som folkmord, något Krimtatarerna hade fört kampanj för sedan år 2006.

## Deportationen i konst
Chaitarma, en film som är regisserad av Achtem Seitablajev, som berättar om deportationen från Amet-Chan Sultans perspektiv.
Ukraina deltog i Eurovision Song Contest 2016 med sången 1944 av Jamala. Sången är dedicerad till Jamalas mormors mor som var bland de deporterade. Jamala vann ESC med 534 poäng.